# باشگاه فوتبال الانصار
باشگاه الانصار (به عربی: نادی الأنصار‌‌) یک باشگاه فوتبال در شهر بیروت و در کشور لبنان می‌باشد که در لیگ برتر فوتبال لبنان بازی می‌کند.
این باشگاه در سال ۱۹۵۱ میلادی تأسیس شده است.
الانصار که از باشگاه‌های پرافتخار در کشور لبنان می‌باشد٬ ۱۳ بار به مقام قهرمانی در لیگ برتر لبنان رسیده است.
این باشگاه سابقه‌ی حضور در مسابقات جام باشگاه‌های آسیا٬ جام برندگان جام آسیا و ای‌اف‌سی کاپ را دارد.